# Кондратюк Максим Володимирович
Макси́м Володи́мирович Кондратю́к (нар. 24 липня 1993 — 14 вересня 2019) — старший сержант Збройних сил України, учасник російсько-української війни.

## Життєпис
Народився 1993 року в місті Красилів (Хмельницька область) у родині робітників. Протягом 2000—2004 років навчався у Красилівській ЗОШ № 2, у 2011 році закінчив спеціалізовану ЗОШ № 7 міста Хмельницького.
2013 року призваний на строкову службу — за контрактом, до 8-го окремого полку спеціального призначення. Займав посади розвідника-снайпера та командира 2-го відділення 2-ї групи, 8-а рота спеціального призначення.
З 16 травня 2014-го неодноразово брав участь у бойових діях на сході України; старший сержант.
10 вересня 2019 року група поверталася з виконання бойового завдання в районі проведення боїв на Луганщині. Максим підірвався на протипіхотній міні та зазнав численних вогнепальних осколкових поранень.
14 вересня 2019-го помер у Харківському військовому госпіталі.
17 вересня року похований на Центральному кладовищі Красилова. Красилівчани зустріли земляка кількакілометровим живим коридором — через усе місто..
Без Максима лишились батьки, вагітна на той час дружина та донька 2016 р.н. 

## Нагороди та вшанування
- Указом Президента України № 846/2019 від 14 листопада 2019 року за «особисту мужність і самовідданість, виявлені під час бойових дій та при виконанні службового обов'язку» нагороджений орденом «За мужність» III ступеня (посмертно)[3].
- Почесний громадянин міста Хмельницького (27 вересня 2019; посмертно)[4]
- нагрудний знак «За взірцевість у військовій службі» ІІІ ступеня (2016).